# Journal of Geosciences
Journal of Geosciences est une revue scientifique à évaluation par les pairs (peer review) publiée par la Société géologique tchèque depuis 1956 ; elle a porté les titres de Časopis pro mineralogii un geologii de 1956 à 1992  puis de  Journal of the Czech Geological Society de 1993 à 2006. La revue publie et rend compte de la recherche dans les domaines de la pétrologie (roches ignées et métamorphiques) de la géochimie et de la minéralogie.
Les articles publiés dans Journal of geosciences font l'objet de résumés et d'indexation dans les bases de données bibliographiques :
- Science Citation Index (SCI)
- Current Contents Physical, Chemical & Earth Sciences
- Scopus
- GeoRef

Selon le Journal Citation Reports, la revue a en 2011 le facteur d'impact de 1.279.